# Ágnes Daróczi
Ágnes Daróczi (geboren am 18. November 1954 in Berettyóújfalu) ist eine ungarische Kulturmanagerin, Menschenrechtsaktivistin und Minderheitenforscherin. Sie widmet sich in ihrem Schaffen insbesondere der Geschichte und Kultur der Sinti und Roma und engagiert sich in der Stiftung Romano Instituto. Ihre Arbeit trägt dazu bei, dass der nationalsozialistische Völkermord an den Sinti und Roma international immer wieder in das öffentliche Bewusstsein gerückt wird.

## Leben und Werk
Ágnes Daróczi wuchs als älteste von fünf Geschwistern in dem kleinen Dorf Bedő auf. Sie erlangte an der Eötvös-Loránd-Universität einen Hochschulabschluss als Lehrerin für weiterführende Schulen, was für eine Rominja dieser Zeit ungewöhnlich war. Als Kind hatte sie ein starkes Interesse an Naturwissenschaften, entschied sich jedoch letztendlich für eine geisteswissenschaftliche und kreative Laufbahn. 1978 war sie an der Gründung der Musikgruppe Kalyi Jag beteiligt, die international Bekanntheit erlangte und von János Bársony, Daróczis Ehemann, geleitet wurde. 1979 organisierte sie eine einflussreiche Ausstellung mit Gemälden von Roma Künstlern, die als erste ihrer Art gilt. Von 1992 bis 2000 arbeitete sie für das ungarische Fernsehen. Dort organisierte sie anlässlich des 50. Jahrestages des Porajmos den ersten "Roma Tag". Drei Jahre lang leitete Ágnes Daróczi das Romaversitas Invisible College. 2004 war sie an einer über das PHARE-Programm finanzierten Ausstellung zum Holocaust beteiligt, die auf den Ergebnissen jahrzehntelanger Forschungsarbeiten beruhte und in deren Folge auch das Buch Pharrajimos – romák sorsa a Holocaust idején (dt. Pharrajimos - Das Schicksal der Roma im Holocaust) veröffentlicht wurde. Ágnes Daróczi und ihr Mann sind gemeinsam Herausgeberinnen des Buches, es wurde in mehrere Sprachen übersetzt und gilt als Grundlagenwerk. Ebenso ist es ihrem Engagement zu verdanken, dass der internationale Gedenktag für die Opfer des Völkermordes an Sinti und Roma in Budapest unter Beteiligung der ungarischen Regierung begangen wird. Ebenso war sie entscheidend dafür Mitverantwortlich, dass 2006 ein nationales Mahnmal für die Opfer des Völkermords im Budapester Nehru-Park errichtet wurde.
2010 war sie maßgeblich an einem Projekt des Zentralrats Deutscher Sinti und Roma, des Deutschen Fußball-Bundes und Freiwilligen des Internationalen Bauordens beteiligt, bei dem von Mord- und Brandanschlägen zerstörte Häuser von Roma-Familien wieder aufgebaut wurden. Für dieses Engagement, aber auch für ihre Wirken insgesamt, wurde Ágnes Daróczi 2010 mit dem Sonderpreis des europäischen Bürgerrechtspreises der Sinti und Roma ausgezeichnet.